# Ismael Mengs
Ismael Israel Mengs (Copenhague, 1688 - Dresde, 1764) est un portraitiste et peintre sur émail danois d'origine juive, principalement actif à la cour de Dresde.

## Biographie
Ismael Israel Mengs naît en 1688 à Copenhague dans une famille originaire de Lusace.
Il commence par étudier la peinture sur émail avec Benoît Le Coffre, un artiste français qui a travaillé pour la cour danoise. En 1709, après une formation complémentaire à Hambourg et Schwerin, il étudie la peinture à l'huile avec Paul Heinecken (en) à Lübeck. Après des voyages en Allemagne, en Autriche et en Italie, il s'installe à Dresde et travaille comme miniaturiste. 
En 1714, il devient peintre à la cour d'Auguste II, roi de Pologne et électeur de Saxe.
Il effectue son Grand Tour en Italie en 1718. Là, il est impressionné par les œuvres de Raphaël et du Corrège. Plus tard, lorsqu'il enseigne à ses enfants, il utilise les leçons qu'il a apprises en examinant leurs œuvres. Son descendant le plus connu, Anton Rafael, le considère comme un enseignant strict et souvent tyrannique[réf. nécessaire]. Il a deux filles devenues miniaturistes. À plusieurs reprises, leur formation comprend des voyages d'études en Italie.
Outre la peinture, il utilise ses connaissances en chimie pour développer des couleurs pour la manufacture de porcelaine de Saxe. Pendant plusieurs années, il y enseigne à l'école de dessin.
En 1764, peu de temps avant sa mort, il est nommé professeur honoraire à la nouvelle Académie des Beaux-Arts de Dresde.

## Œuvres choisies

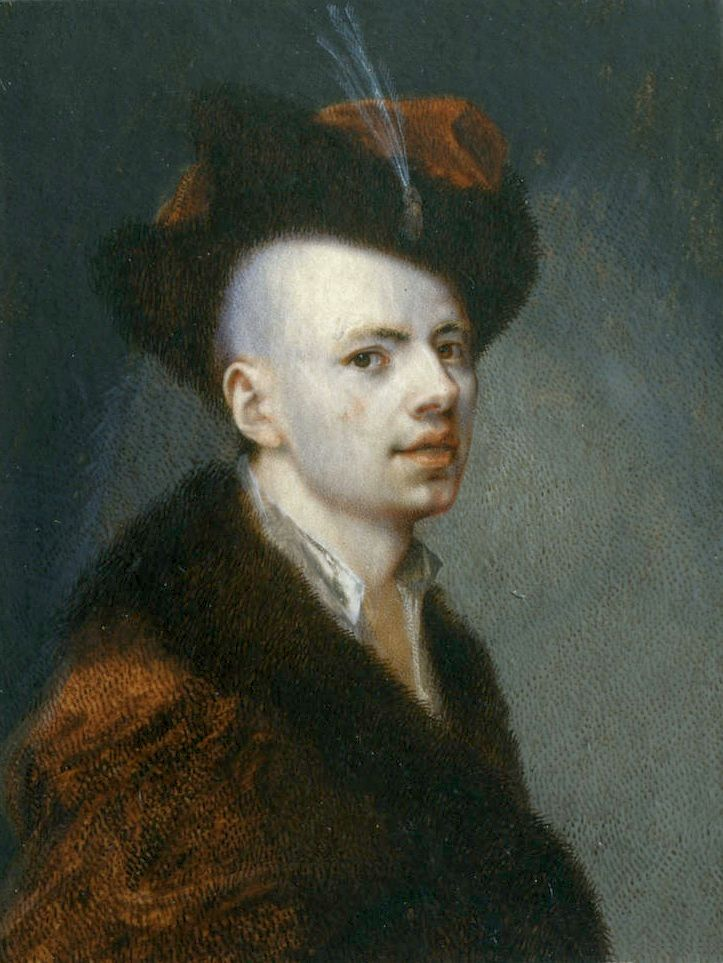
Autoportrait en costume polonais (années 1710).
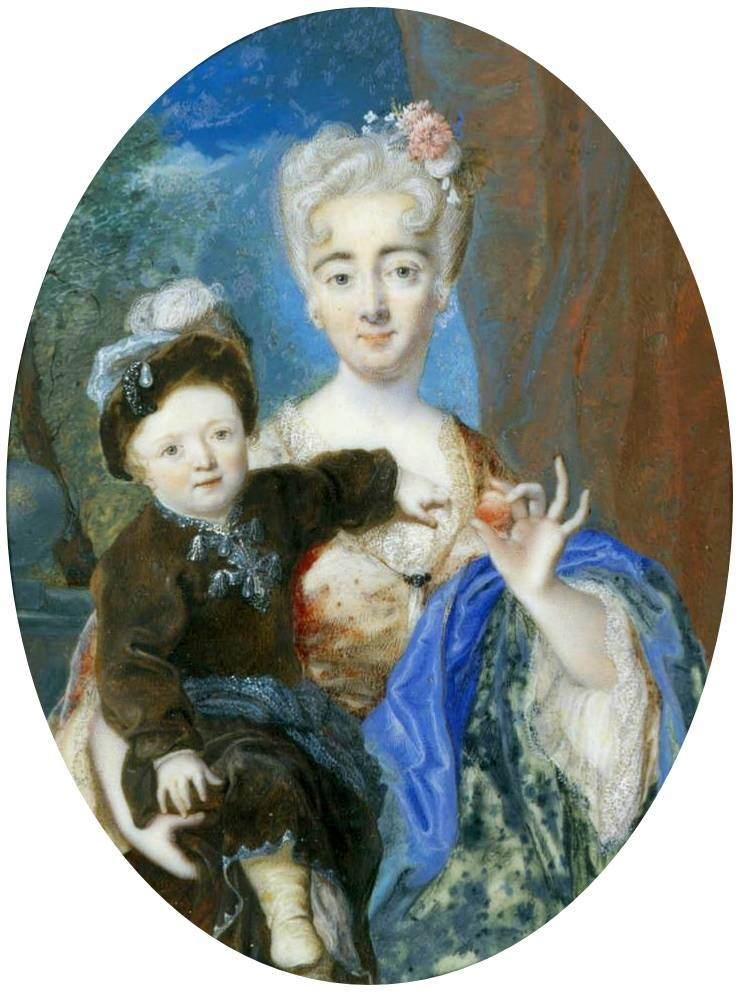
Une femme et son fils en costume polonais.
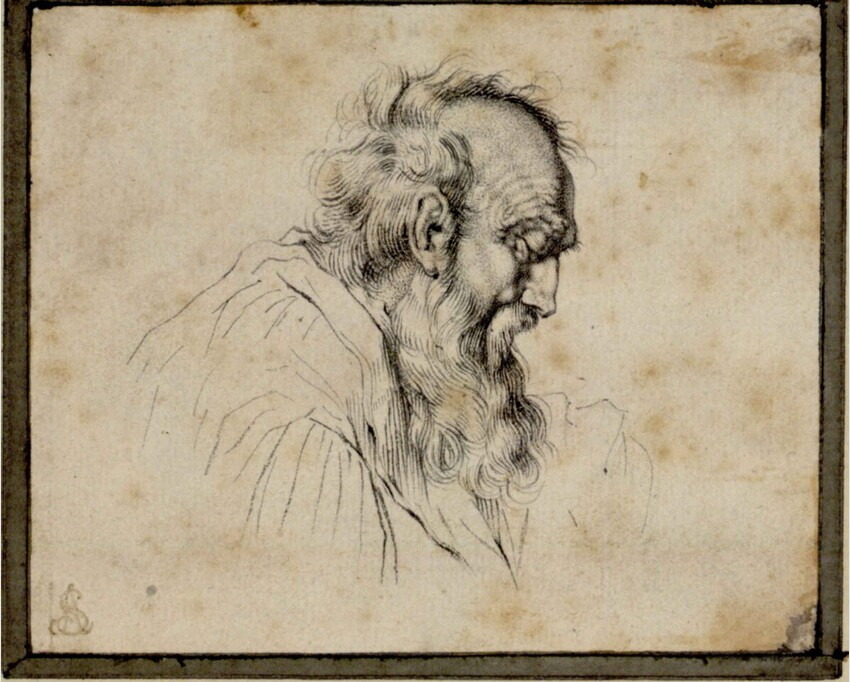
Tête d'un vieil homme (n. d.).
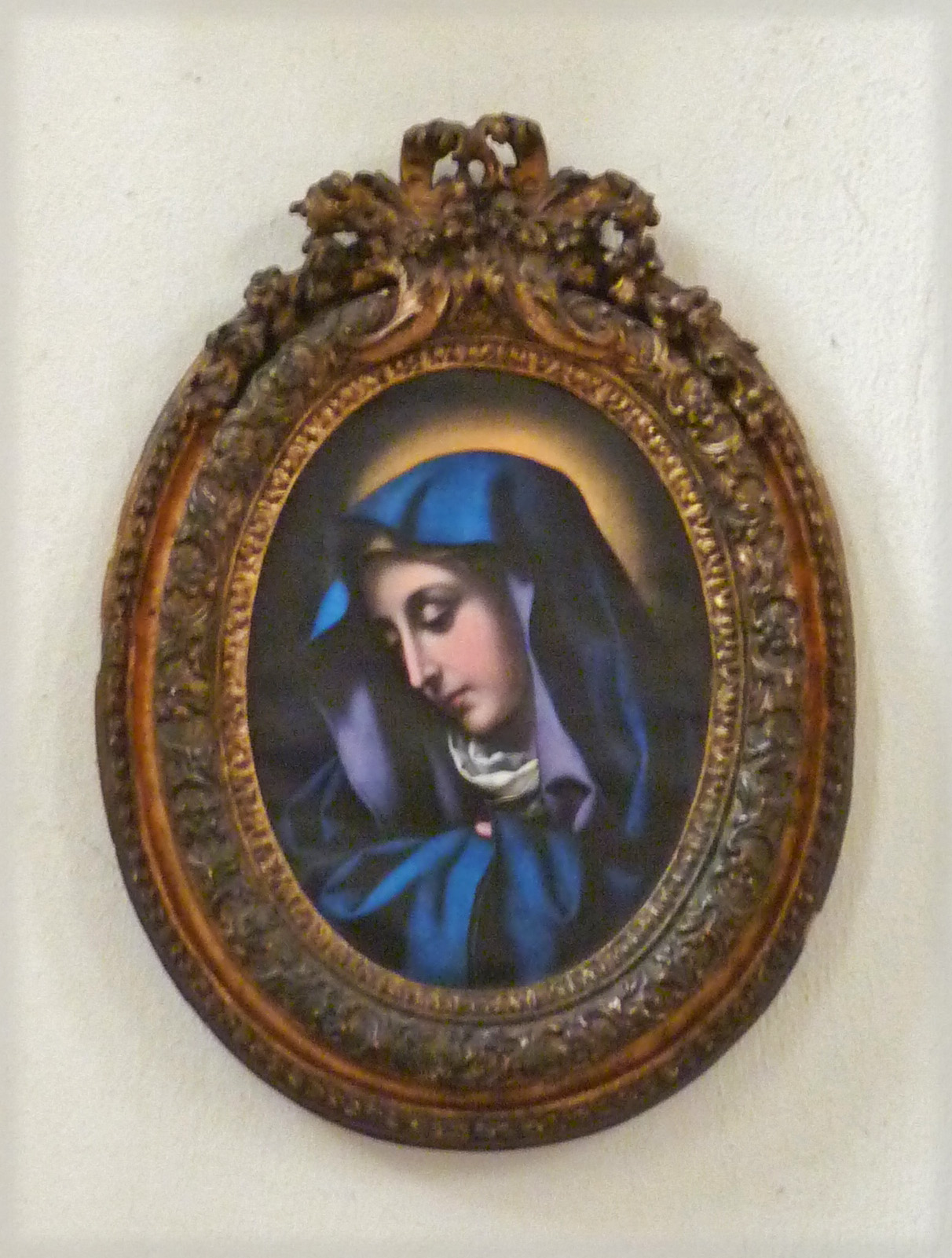
La Madone aussiger (n. d.).